# Трансцендентные этюды (Фёрнихоу)
«Трансцендентные этюды» (фр. Études transcendantales) ― вокальный цикл в девяти частях для меццо-сопрано и камерного ансамбля, созданный британским композитором Брайаном Фёрнихоу в период с 1982 по 1985 год.

## История создания
Творческой основой для сочинения «Трансцендентных этюдов» послужили размышления Фёрнихоу о том, «что делает музыку чем-то большим, чем просто [набором звуков] в пределах сиюминутности» (англ. what makes music more than just music of the moment), и поэтому в песнях данного цикла неоднократно затрагиваются подобные темы. Композитор хотел, чтобы камерный ансамбль во время исполнения этюдов звучал довольно резко: за основу он взял модернистский ансамбль Пьеро, но заменил в нём кларнет на гобой, фортепиано на клавесин и полностью убрал из его состава скрипку. Таким образом, Фёрнихоу добился того, чтобы все партии в этюдах, включая певческий голос, сильно отличались друг от друга по звучанию и имели сильно контрастирующие тембры ― например, совершенно не похожи друг на друга партии для клавесина в стиле пуантилизма и плавное звучание меццо-сопрано.
Изначально Фёрнихоу планировал, что все песни будут написаны на стихи немецкого поэта Эрнста Майстера. Однако композитор не смог найти достаточное количество подходящих стихотворений, затрагивающих тему постоянства времени, и вместо этого поручил другу Майстера, Альруну Моллу, написать тексты для оставшихся песен.

## Музыка
Как и многие другие произведения Фёрнихоу и прочих композиторов «новой сложности», «Трансцендентные этюды» выделяются своей трудностью исполнения ― например, в некоторых пьесах цикла используются звуки четвертитоновой гаммы. «Этюды» сложны не только в гармоническом, но и в ритмическом плане, поскольку они богаты метрически обособленными группами длительностей. Почти каждая отдельная нота в пьесах обладает своей собственной уникальной динамикой и артикуляцией, кроме этого, в сочинении часто используются редкие техники звукоизвлечения, такие, как мультифоника (в партии гобоя) и гортанные смычки (в партии меццо-сопрано).
На протяжении девяти песен композиционная техника постепенно переходит от сериализма к свободному и интуитивному творческому подходу. Хотя Фёрнихоу считал данную систему значимой, практические эффекты от её применения почти не заметны слушателю, поскольку музыка, созданная композитором по «свободному» методу, незначительно отличается от той, которая была сочинена в «автоматической» технике сериализма. Ритм в каждой из пьес цикла почти полностью определяется строгой системой, состоящей из нескольких ступеней сложности, каждая из которых включает в себя свой собственный набор композиционных правил.